# Wahlprüfungsgericht (Hessen)
Das Wahlprüfungsgericht ist in Hessen ein Gremium zur Wahlprüfung. Entgegen seinem Namen ist es kein Gericht, sondern ein politisches Gremium.

## Allgemeines
Typischerweise ist in Deutschland die Wahlprüfung eine Aufgabe, die von den Parlamenten selbst vorgenommen wird. In Hessen und in Bremen besteht stattdessen ein Wahlprüfungsgericht, das diese Aufgabe wahrnehmen soll. Mit dieser Regelung lehnte man sich an Artikel 31 der Weimarer Verfassung an, in der ebenfalls ein Wahlprüfungsgericht eingerichtet war (siehe Geschichte der Wahlprüfung). Die Verfassung des Landes Hessen griff diese Regelung in Artikel 78 auf.
Das Wahlprüfungsgericht setzt sich gemäß Art. 78 der hessischen Verfassung aus den beiden höchsten Richtern des Landes, dem Präsidenten des Oberlandesgerichts und dem Präsidenten des Hessischen Verwaltungsgerichtshof, sowie drei Abgeordneten zusammen. Die Mitglieder werden gemäß § 2 Wahlprüfungsgesetz am Tag der Konstituierenden Sitzung gewählt.
Das Wahlprüfungsgericht prüft, ob es bei der Landtagswahl zu Unregelmäßigkeiten im Wahlverfahren oder zu strafbaren oder gegen die guten Sitten verstoßenden Handlungen gekommen ist, die für den Ausgang der Wahl erheblich waren.
Die Verfassung beschreibt ein einstufiges Wahlprüfungsverfahren. Nach den Gerichtsentscheidungen in der Wahlprüfung der Landtagswahl in Hessen 1999 wurde in § 17 Wahlprüfungsgesetz der Staatsgerichtshof als zweite Instanz eingerichtet.
Die Wähler, deren Einspruch abgelehnt worden ist, sowie die Fraktionen können daher gegen den Beschluss des Wahlprüfungsgerichts innerhalb eines Monats Wahlprüfungsbeschwerde beim Staatsgerichtshof des Landes Hessen erheben.

## Wahlprüfung der Landtagswahl in Hessen 1999
Das Wahlprüfungsgericht beim Hessischen Landtag entschied mit Urteil vom 1. Juli 1999 gegen die Einsprüche zur Landtagswahl in Hessen 1999 und erklärte die Wahl für gültig. Am 3. März 2000 beschloss das Wahlprüfungsgericht, das Wahlprüfungsverfahren wieder aufzunehmen Anlass war die CDU-Spendenaffäre. Aus den nicht deklarierten Geldern der CDU waren auch Teile des Wahlkampfes des CDU finanziert worden. Basis der Wiederaufnahme war die Regelung in Artikel 78 Absatz 2 der Hessischen Verfassung, der regelte, dass erhebliche gegen die guten Sitten verstoßende Handlungen, die das Wahlergebnis beeinflussen, die Wahl ungültig machen. Das Bundesverfassungsgericht stellte mit Urteil vom 8. Februar 2001 die Interpretation klar, worauf das Wahlprüfungsgericht das Verfahren einstellen musste. Der Staatsgerichtshof des Landes Hessen bestätigte die Rechtmäßigkeit dieser Einstellung mit Urteil vom 13. Februar 2002.

## Wahlprüfung der Landtagswahl in Hessen 2018
Nach der Landtagswahl in Hessen 2018 legte die AfD Einspruch gegen das Wahlergebnis ein, da nach ihrer Auffassung zum Ausgleich der Überhangmandate der CDU ein Ausgleichsmandat mehr hätte vergeben werden müssen als vom Landeswahlausschuss errechnet. Der Landtag hätte dann nicht 137, sondern 138 Abgeordnete und die Koalitionsparteien CDU und Grüne hätten zusammen genau die Hälfte der Sitze, aber nicht die zur Wahl eines Ministerpräsidenten erforderliche Mehrheit.
Das Wahlprüfungsgericht verwarf mit Beschluss vom 19. Dezember 2019 alle Einsprüche als offensichtlich unbegründet.
Der Staatsgerichtshof des Landes Hessen hat am 11. Januar 2021 – mehr als zwei Jahre nach der Wahl – entschieden, dass das Landtagswahlgesetz auslegungsbedürftig ist und dass die vom Landeswahlausschusses angewandte Auslegung fehlerhaft war. Das Wahlergebnis hat gleichwohl Bestand, da der Fehler nicht mandatsrelevant war.